# Cliff Alexander
Cliff Alexander (Chicago, Illinois, 16 de noviembre de 1995) es un baloncestista estadounidense que pertenece a la plantilla del Guangxi Rhinos de la NBL de China. Con 2,03 metros de estatura, juega en la posición de ala-pívot.

## Trayectoria deportiva

### Instituto y Universidad
Alexander jugó en el instituto Curie High School en Chicago, donde ganó los reconocimientos Naismith y Mr. Basketball de USA como jugador nacional del año, posteriormente jugó baloncesto universitario con los Jayhawks de la Universidad de Kansas.
Alexander jugó en los prestigiosos McDonald's All-American Game de 2014, Jordan Brand Classic de 2014 y Nike Hoop Summit de 2014, logrando el co-MVP del Jordan Brand Classic. Lideró al instituto Curie al campeonato de la Chicago Public High School League en un partido contra su rival durante el instituto Jahlil Okafor. Sin embargo, el campeonato fue perdido debido a que siete jugadores del instituto Curie eran inelegibles desde el inicio de la temporada por sus promedios académicos.
El 7 de abril de 2015 después de perderse los últimos 8 partidos de la temporada por problemas con la NCAA, Alexander declaró su elegibilidad para el draft de la NBA.

### Profesional
Después de no ser elegido en el Draft de la NBA de 2015, Cliff se unió a los Brooklyn Nets para la NBA Summer League. El 24 de julio de 2015 firmó un contrato con los Portland Trail Blazers.
El 8 de septiembre de 2016 fichó por los Orlando Magic, pero fue despedido el 16 de octubre tras disputar dos partidos de pretemporada.
En octubre de 2023 se incorporó al Beirut Club de la Liga Libanesa de Baloncesto.

## Selección nacional

### Estados Unidos
Integró la selección de baloncesto 3x3 de Estados Unidos Sub-18 que disputó el Campeonato FIBA Americas 3x3 Sub-18 y el Campeonato Mundial de Baloncesto 3x3 Sub-18 de 2013. 

### Baréin
Alexander representa a la selección de baloncesto de Baréin a nivel internacional absoluto. Hizo su debut con el equipo en la Copa de Baloncesto del Golfo de 2024.